# Goof Abaaley
Goof Abaaley is een dorp in het district Baidoa in de regio Bay, Somalië.
Goof Abaaley bestaat uit een zevental traditionele woongemeenschappen die op korte afstand van elkaar liggen. Het groepje ligt ongeveer 2,5 km ten oosten van de weg Baidoa - Waajid, ca. 27,5 km ten noordwesten van Baidoa en 68 km ten zuidoosten van Waajid. Een groter dorp in de buurt is Goof Guduud (3,7 km).
Klimaat: Goof Abaaley heeft een tropisch savanneklimaat met een gemiddelde jaartemperatuur van 26,7°C. De warmste maand is maart met een gemiddelde temperatuur van 28,9°C; juli is het koelste, gemiddeld 24,5°C. De jaarlijkse neerslag bedraagt 524 mm (ter vergelijking: in Nederland ca. 800 mm). Er zijn twee uitgesproken regenseizoenen, april-mei en oktober-november. In de perioden daartussen (juni-september en december-maart) zijn twee droge seizoenen. De natste maand is april; er valt dan ca. 158 mm neerslag.